# Versailles (zámek)
Zámek ve Versailles (francouzsky Château de Versailles) je zámek ve městě Versailles u Paříže, který vznikl v době vrcholu královské moci ve Francii jako symbol absolutistické monarchie. Představuje vrcholnou ukázku francouzského barokního klasicismu. Mnohé evropské paláce (Petrodvorec, Schönbrunn, Eszterháza, Nymphenburg, Caserta, Queluz apod.) se snažily být jakousi kopií Versailles. V roce 1979 byl zámek s parkem zapsán na Seznam světového dědictví UNESCO.
Od roku 1682 do Francouzské revoluce (1789), s přestávkou za vlády regenta Filipa Orleánskeho, byl zámek sídlem královského dvora a vlády Francie.

## Architektura
Zámek se skládá z jádra zámku, severního křídla s budovou Opery a jižního křídla. Hlavní branou se přichází na Nádvoří ministrů, které pokračuje Královským nádvořím s jezdeckou sochou Ludvíka XIV. z roku 1837. Následuje Mramorové nádvoří, které obklopuje nejstarší část zámku, jádro ve tvaru písmene U. Fasáda zámku obrácená do nádvoří má typické prvky architektury počátku 17. století: střídání cihel a otesaného kamene a špičaté střechy, nádvoří se sochami, kde se konala divadelní představení. Odlišně působí fasáda obrácená do zahrady: první poschodí člení pilastry a rytmicky vystupující portiky, nejvyšší poschodí je s malými polokruhovitými okny. Toto průčelí má šířku 680 m.
Nejkrásnější místností zámku je Zrcadlový sál umístěný v prvním poschodí zámeckého jádra, 79 m dlouhý, překlenutý klenbou s bohatou malířskou výzdobou. 17 oknům vedoucím do zahrad odpovídá 17 zrcadel na protější stěně („Zažehli tisíce světel, která se odrážela v zrcadlech a na briliantech kavalírů a dam“). V tomto patře byly i královské komnaty: v králově ložnici s okny vedoucími do Mramorového nádvoří se scházela francouzská šlechta ke královu rannímu „lever“ (vstávání). Vedle řady dalších salónů se zde nachází Herkulův sál a kaple sv. Ludvíka. V přízemí centrální části zámku se původně nacházely komnaty následníka trůnu a králových dcer. Galerie bitev v jižním křídle zámku s impozantními rozměry 120 × 13 m získala svou výzdobu za Ludvíka Filipa.

## Stavební vývoj zámku

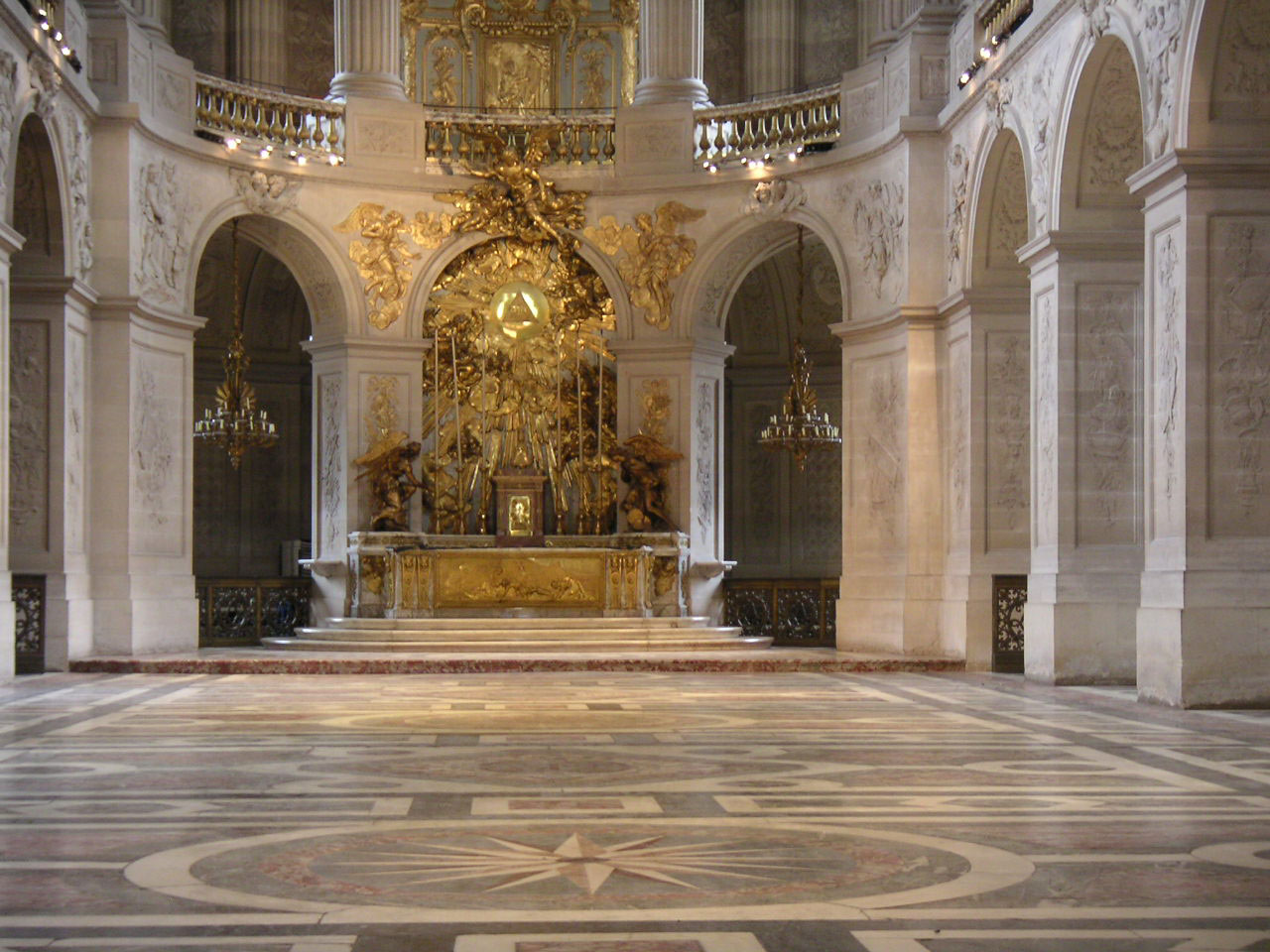
Královská kaple v hlavním zámku

Počátkem 17. století byly Versailles malá vesnice, obklopená močály a lesy plnými zvěře, kam Ludvík XIII. chodil na lov. V roce 1624 zde koupil pozemek, na kterém dal postavit venkovské sídlo. Poté, co panství Versailles převedl pařížský biskup Gondi na krále, Philibert Le Roy přestavěl toto sídlo v letech 1631–1634 na lovecký zámeček (dnes jádro paláce okolo Mramorového nádvoří).

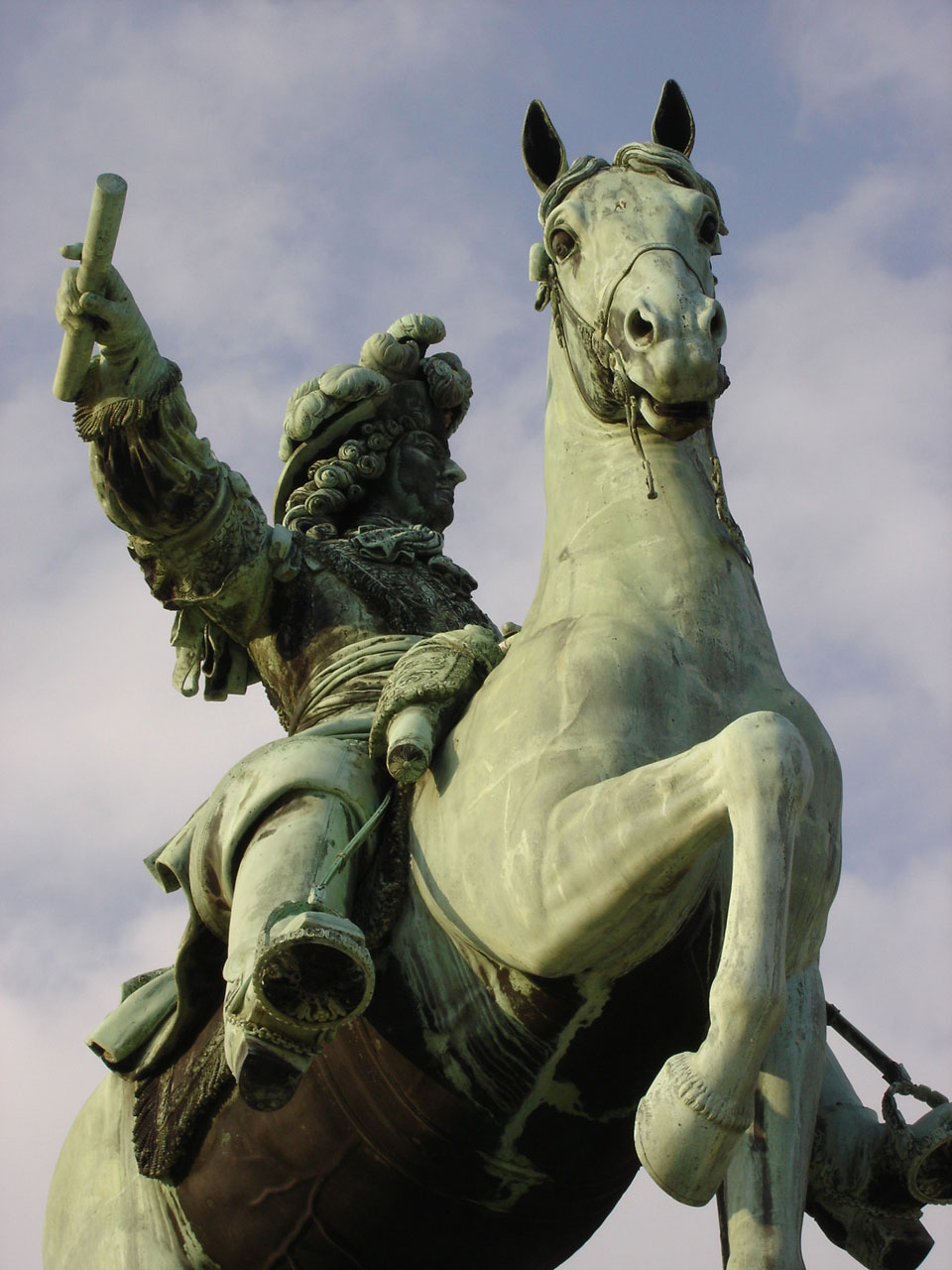
Socha Ludvíka XIV. před hlavním zámkem

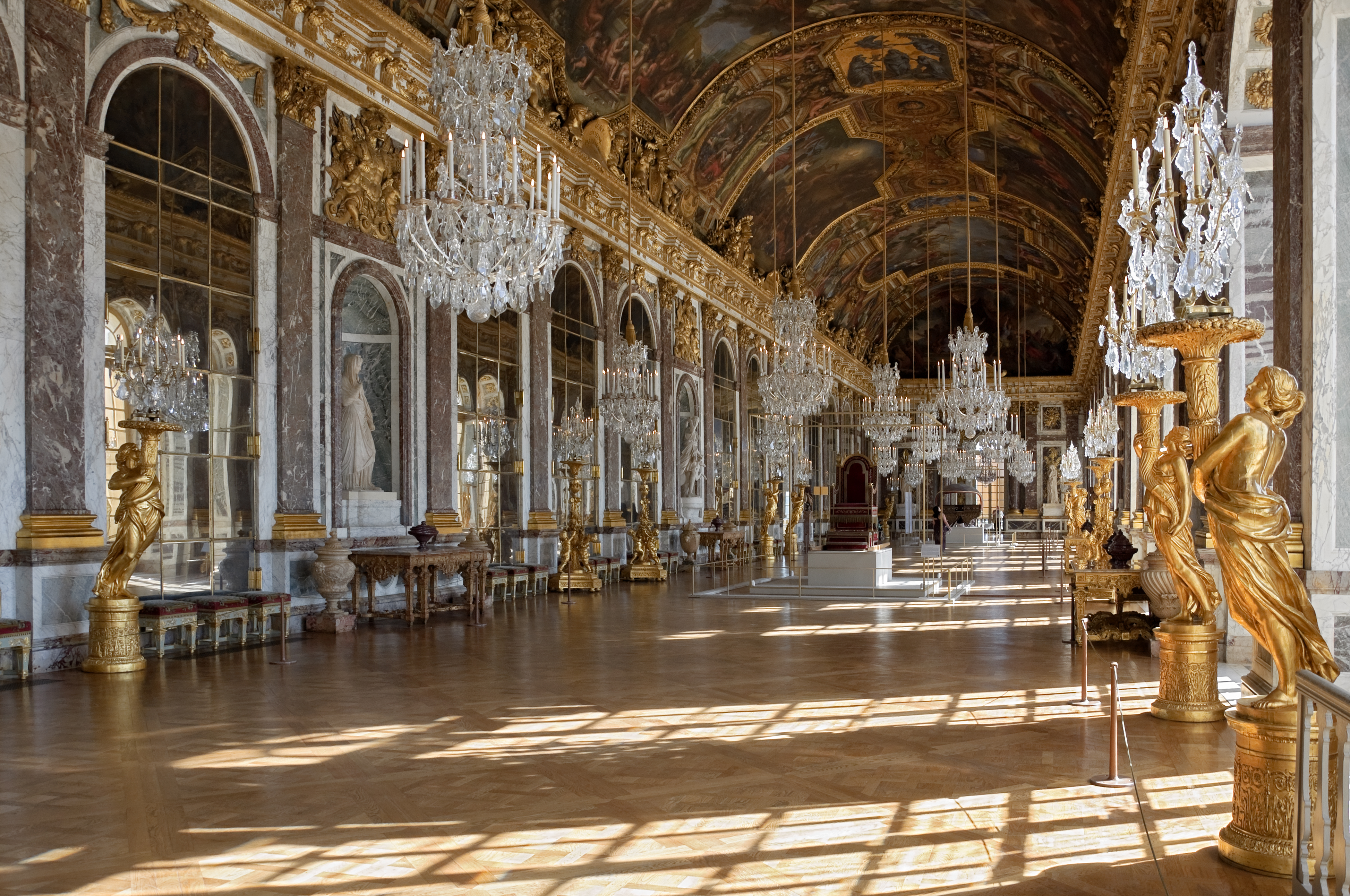
Velký zrcadlový sál

Poté, co se stal králem Ludvík XIV., nechal zámek přestavět na rezidenci (ve snaze vyhnout se bouřící se Paříži) a upravit okolí tak, aby se tam mohly vytvořit zahrady pro různé slavnosti. Přestavba a úpravy probíhaly v letech 1661–1710, první hýřivé slavnosti se zde konaly od roku 1664. Na přestavbě se podíleli architekti Louis Le Vau (v letech 1662–1670, fasády v italském stylu) a Jules Hardouin-Mansart (v letech 1678–1708, rozšíření o severní a jižní křídlo). Vnitřní výzdoba je dílem Charlese Le Bruna, který vedl práce malířů, sochařů a dekoratérů (1661–1683). Vyzdobil i Zrcadlový sál, který nahradil terasu spojující ložnice krále a královny. V roce 1682 se stal zámek sídlem královského dvora, který se sem přestěhoval. Ještě o dva roky později tu však stále pracovalo 22 000 dělníků na stavebních pracích (byly prováděny zejména změny zařízení interiérů). V roce 1688 byl zámek prakticky hotový; jeho údržba stála asi 25 % vládních příjmů Francie. V roce 1710 byla vysvěcena zámecká kaple.
Paralelně se zámkem byl budován zámecký park a zahrady, vedením byl pověřen zahradní architekt André Le Nôtre. V roce 1668 král koupil sousední vesnici Trianon, kterou přičlenil k panství Versailles a dal zbourat; na jejím místě dal postavit zámek Porcelánový Trianon, který později dostal název Velký Trianon.
V období regentství Filipa Orleánskeho (po smrti Ludvíka XIV.) v letech 1715–1722 ve Versailles nesídlil král ani královský dvůr. Ludvík XV. se do Versailles vrátil, ale zpočátku nechával upravit pouze zámecké interiéry (v roce 1736 byl otevřen Herkulův sál). Pozdější stavební úpravy včetně přístavby Opery jsou hlavně dílem architekta Ange-Jacquese Gabriela, který pro krále postavil v letech 1761–1768 také zámeček Malý Trianon v zámeckém parku. Z doby Ludvíka XVI. pochází zlatý kabinet a knihovna, vzhled zámku se již víceméně neměnil. Pro královnu Marii Antoinettu byla v parku postavena Královnina vesnička.
Poté, co byla za Velké francouzské revoluce v roce 1789 královská rodina donucena Versailles opustit, zámek chátral. Královské sbírky byly převezeny do Louvru, zařízení rozprodáno nebo rozkradeno, zahrada zanedbána, budovy sloužily různým účelům. V letech 1806–1810 dal zámek opravit a znovu zařídit Napoleon, v restaurování pokračovali Ludvík XVIII. a Karel X. Po červencové revoluci roku 1830 byl však zámek znovu zanedbáván. Před zbouráním zámek zachránil Ludvík Filip Orleánský – po zrestaurování tam z vlastních prostředků roku 1838 otevřel muzeum věnované „veškeré slávě Francie“ (Muzeum francouzských dějin, od té doby výrazně přebudované, je v části zámku dosud). К celkovému zvelebení Versailles došlo až po první světové válce zásluhou amerického mecenáše J. D. Rockefellera. Další rozsáhlé rekonstrukce probíhaly v 50. letech 20. století a v prvních letech 21. století (mj. Zrcadlový sál). 

## Versailles v dějinách
- v letech 1682–1715 a 1722–1789 byl versailleský zámek sídlem francouzských králů
- 3. září 1783 zde byla podepsána Versailleská smlouva, ukončující války mezi Velkou Británií a spojenci amerických osad (společně s Pařížskou smlouvou, která uznala nezávislost Spojených států)
- roku 1789 byly do Versailles svolány generální stavy; jejich zasedání (v nedalekém Hôtel des Menus Plaisirs a v Míčovně) bylo počátkem Velké francouzské revoluce
- 6. října 1789 povstalci zaútočili na zámek a donutili královskou rodinu přestěhovat se do Paříže
- za prusko-francouzské války (1870–1871) byl zámek Versailles dočasně hlavním sídlem německé armády ; 18. ledna 1871 bylo v Zrcadlovém sálu vyhlášeno Německé císařství
- za Pařížské komuny v roce 1871 uprchla z Paříže do Versailles Thiersova vláda; v letech 1871–1879 zde v budově Opery sídlilo i Národní shromáždění III. republiky
- 28. června 1919 byla v Zrcadlovém sále podepsána Versailleská mírová smlouva jako oficiální ukončení 1. světové války (v zámku Velký Trianon byla poté podepsána 4. června 1920 Trianonská smlouva, upravující hranice Maďarska)